# Émeute de 2007 en Guinée-Bissau
 (décembre 2020).
L'émeute de 2007 en Guinée-Bissau est une manifestation de civils bissau-guinéens dans le district de Bairro Militar, une banlieue de la capitale Bissau. Elle a été organisée en réponse au meurtre de l'ancien chef de la marine, Mohamed Lamine Sanha (en). La police a ouvert le feu sur les manifestants, tuant un homme,,.